# Бальцан
Бальца́н (мальт. Il-Kunsill Lokali ta' Ħal Balzan, англ. Balzan) — муниципалитет в центральной части острова Мальта. Бальцан – одна из т.н. "трёх деревень", наряду с Аттардом и Лией. Изначально деревня состояла из группы небольших домов и ферм, но со временем разрослась и в XVII веке стала приходом. По состоянию на 2021 год население города составляло 4 774 человека.
Местный орган управления – совет. Избирается сроком на три года.

## Этимология названия
Существует несколько версий происхождения названия поселения:
- На Мальте многие названия деревень совпадают с названиями семей, как, например, Аттард или Лия. Поэтому некоторые считают, что деревня унаследовала свое название от семьи, чья фамилия была Бальзан.
- Балзан (Бальзан) буквально означает сборщик налогов или взносов. Вероятно, сборщик налогов был выходцем из того же прихода, в то время входившего в состав Биркиркары[2].
- Название Бальцан может уходить корнями в арабскую культуру. Оно предположительно пришло от оливковой рощи и различных сортов апельсина (горький апельсин, красный апельсин), которые произрастают неподалёку.

## Наследие и культура
В церкви Бальцана хранятся различные произведения искусства, созданные известными мальтийскими художниками, такими как Эммануил Кремона и Джузеппе Калледжа. 
В приходе также отмечается праздник Святого Валентина.
Как и в соседних деревнях, Аттарде и Лии, население Бальзана увеличилось в связи с масштабной застройкой, в основном многоквартирными домами, заменяющими виллы и сады. Застройка происходит в основном на окраинах деревни, а не в её историческом центре. Большая часть Бальзана является городской природоохранной зоной.

## Архитектура

### Церкви
- Благовещенская церковь. Эта церковь стоит в центре села Бальзан и относится к XVII веку. Она была возведена в 1655 г., но вскоре стало ясно, что места для растущего населения деревни недостаточно. Первый камень в основание новой церкви был заложен в 1669 г., а освящена она была в 1695 г. Архитектор неизвестен, но по внешнему облику её можно отнести к тосканскому стилю с дорическим интерьером и куполом под влиянием барокко, которое в то время только появилось на Мальте. При входе в церковь установлена каменная статуя Богоматери в нише, над которой находится витраж в форме круга. Колокольня была построена в 1708 г., а купол - за год до этого[3].

- Благовещенская приходская церковь (Приходская церковь). Эта приходская церковь, построенная в XVII веке, находится в центре села. Освящение и закладка первого камня состоялись 26 декабря 1669 года. Приходским священником в то время был отец Доменико Эллюль. Местная община просила построить более просторную церковь, чтобы вместить население деревни, которое продолжало увеличиваться из года в год. После многочисленных просьб, включая официальное прошение, поданное Эллюлем генеральному викарию магистру Кауки, их молитвы были услышаны. Магистр Балагер официально зарегистрировал свое согласие с их пожеланиями 11 июля 1663 г.[4] Форма церкви соответствует правилам, установленным на Тридентском соборе, согласно которым здание должно иметь форму креста. В нефе расположены главный алтарь, обращенный на восток, северный и южный трансепты, а также специально отведенное место для хора. В сентябре 2020 года на средства Европейского фонда регионального развития была проведена реставрация части церкви и её облицовки[5].

- Церковь Успения Пресвятой Богородицы:[6] Церковь, сохранившаяся до наших дней, была построена в 1846 году по настоянию преподобного Сальву Саммута Пуллицино, который хотел построить церковь в популярном в то время стиле. Ионический фасад дополнен интерьером в композиционном стиле. Во время Второй мировой войны церковь использовалась как временное пристанище для беженцев, покидавших район Коттонеры. Позже в ней также проводились занятия для студентов юридического факультета Мальтийского университета. После войны в ней хранились статуи и другие уличные украшения, использовавшиеся на деревенских праздниках. После реставрации в ней разместилась часовня, предназначенная для адорации. Перед церковью находится статуя Богоматери, датируемая началом XIX века[3].

- Церковь Святого Рока. Расположенная на улице Трех Церквей, эта часовня была построена в 1593 году, когда в городе началась эпидемия чумы. Жертвы этой разрушительной болезни были похоронены в церкви. На главной картине часовни изображены святые Рох, Павел и Себастьян - все три святых защитника от смертельной болезни[6].

- Часовня Доброго Пастыря. Эта небольшая часовня, расположенная на территории монастыря Доброго Пастыря, была посвящена Святому Иосифу. Она была построена по проекту архитектора Винченцо Бусуттила, а её каменное строительство было поручено каменщику Пижу Эбеджеру[7][8]. Открытие состоялось 4 апреля 1870 года. В 1898-1901 гг. была построена более крупная церковь. Это новое здание было посвящено Святому Сердцу Иисуса. Архиепископ монсеньор Питер Паче освятил часовню 7 февраля 1901 года[9].

## Объекты культурного наследия в Бальцане

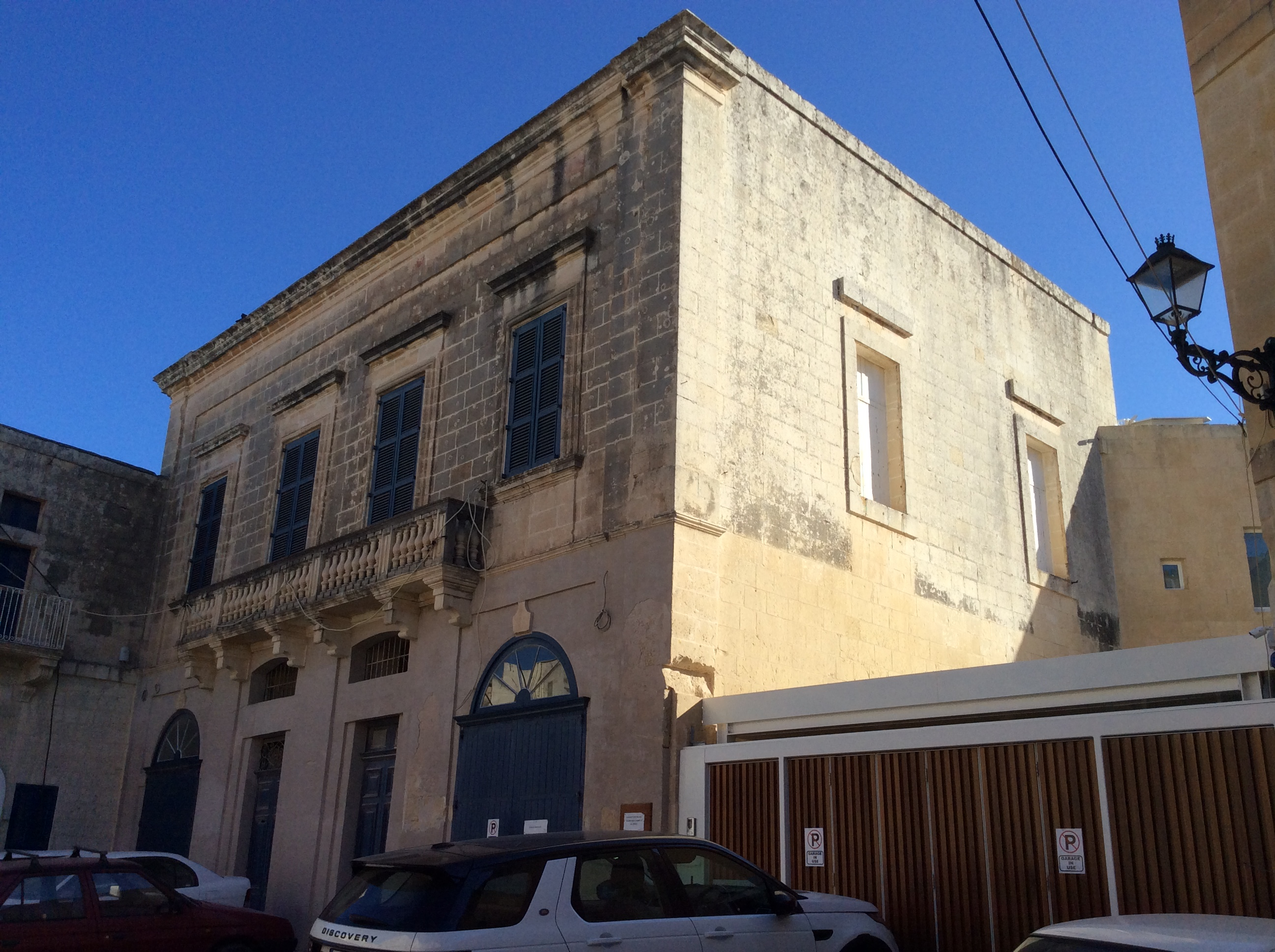
Палаццо Бозио
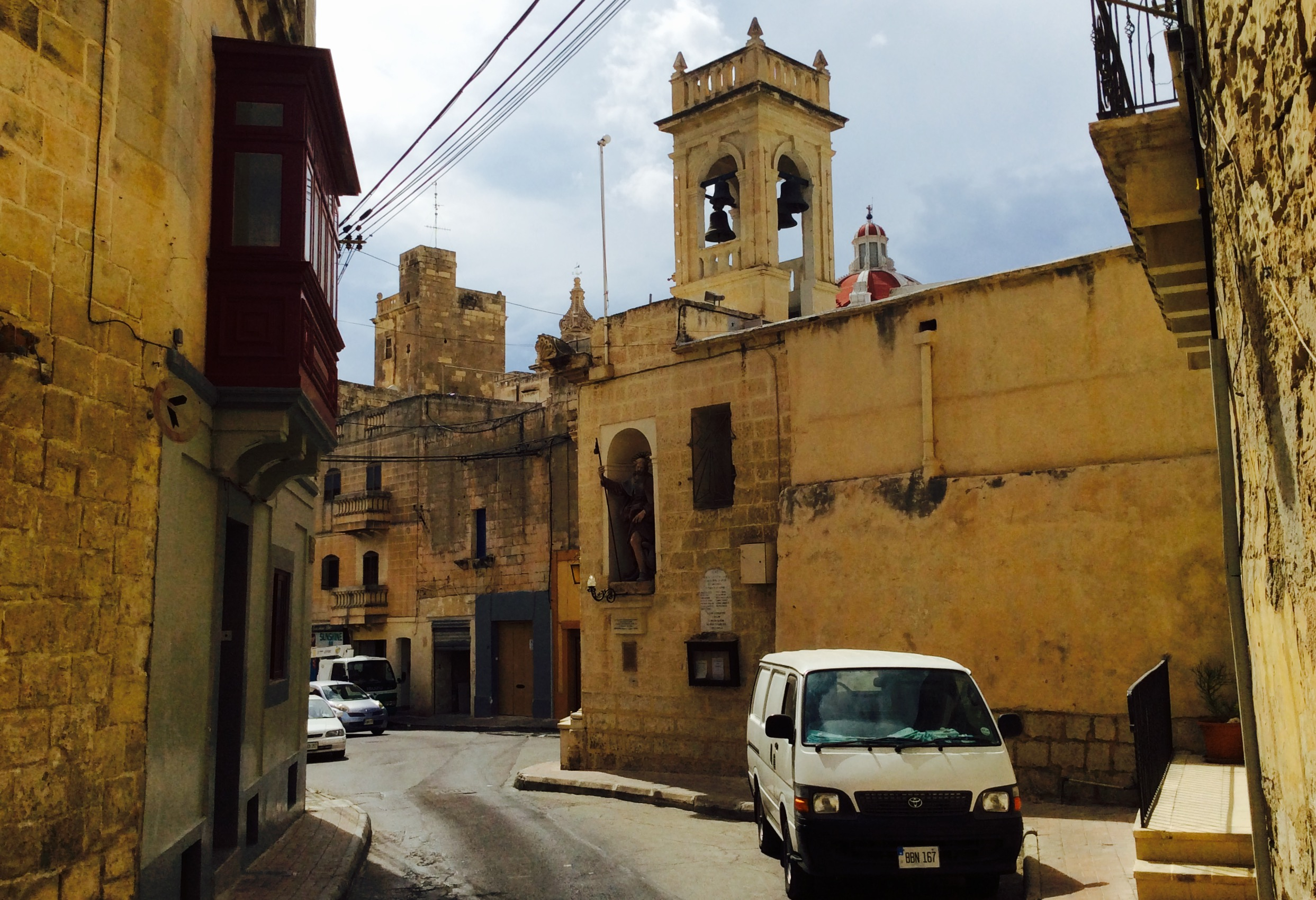
Церковь Святого Роха
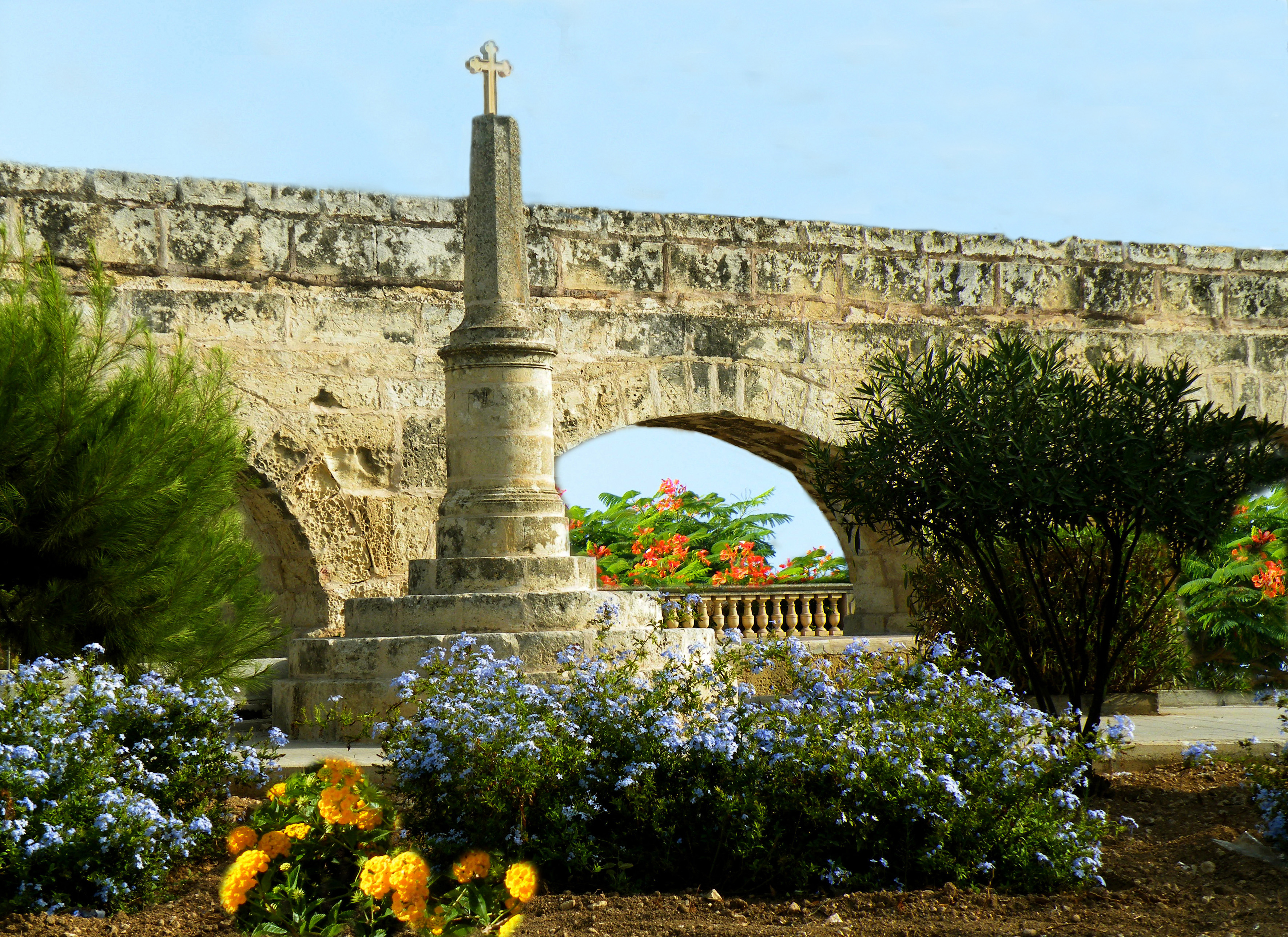
Акведук и Крест
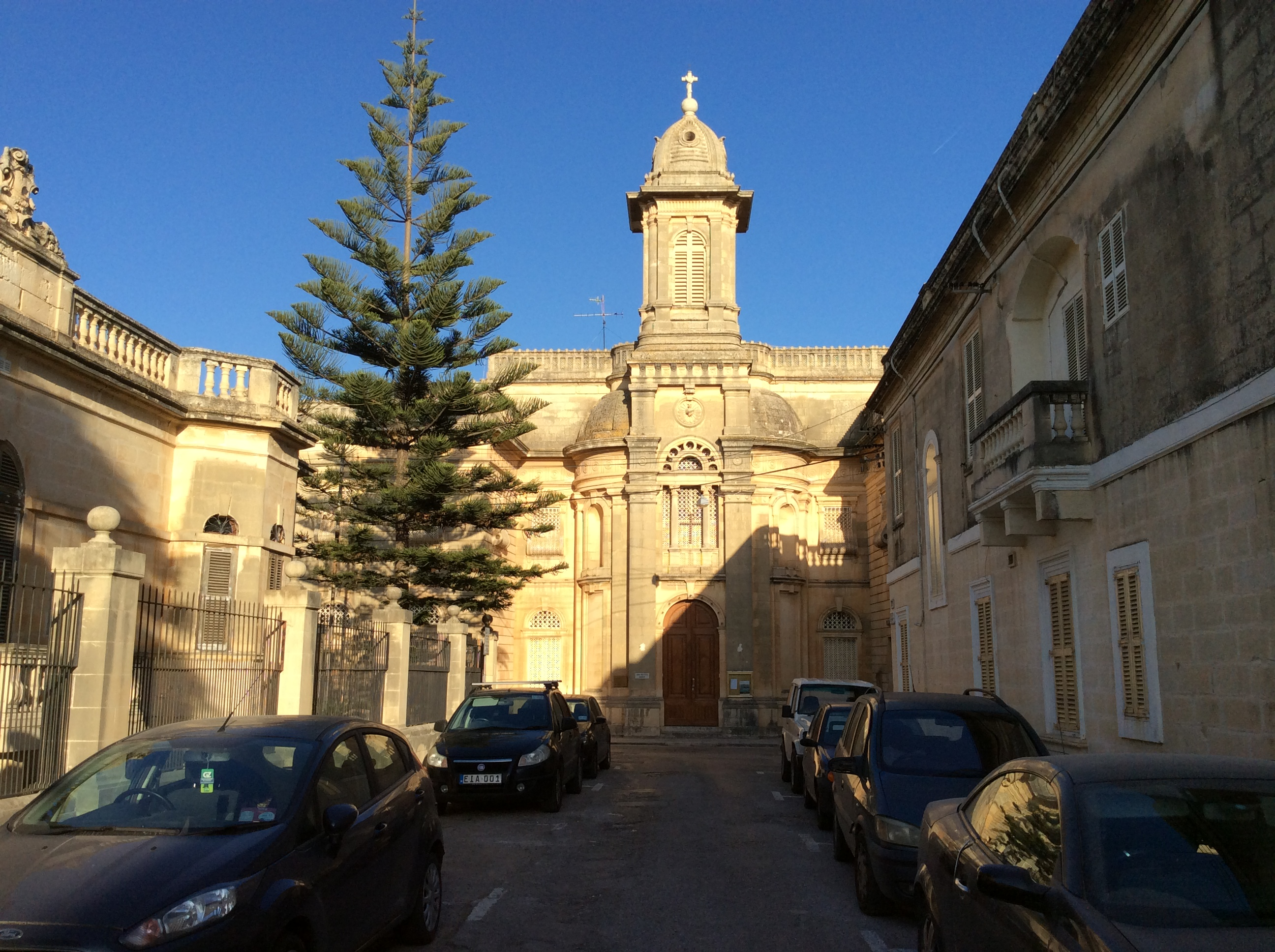
Церковь Доброго Пастыря
- Вилла Македония
- Церковь Сан-Анард
- Акведук Виньякур

- Палаццо Бозио
- Церковь Святого Роха
- Акведук и Крест
- Церковь Доброго Пастыря

## Религиозные организации
- Монастырь Доброго Пастыря, также известный как Таль-Бон-Пастур, - это женский монастырь сестер Доброго Пастыря, прибывших на Мальту из Смирны в 1858 году. Первоначально маркиз Тестаферрата предоставил им дом в Лие для организации школы-интерната для девочек, прибывших с Мальты и Сицилии. Сегодня в этом здании располагается местный совет, социальная служба и почтовое отделение деревни. Здесь также проводились занятия для сирот и женщин, желающих вести более осмысленную жизнь. Монастырь в Бальзане был построен на средства многих благотворителей в 1868 году. Деятельность монастыря по-прежнему заключается в оказании помощи и предоставлении женщинам и их детям убежища от домашнего насилия, помощи матерям-одиночкам, а теперь и помощи мужчинам-беженцам и их семьям, оказавшимся на Мальте[10].
- Монастырь францисканских миссионеров Марии был построен в 1926 году. В нём располагались монастырь, часовня и школа. Школа Stella Maris School Malta приняла систему обучения Монтессори, открывшись в 1944 году. Через несколько лет, в 1950 г., в школе наряду с начальной школой для мальчиков были открыты детские сады.
- Неокатехуменальный путь, известный также под названием "Таль-Микша", относится к католической церкви. Он был образован в Мадриде в 1964 г. Кико Аргуэльо и Кармен Эрнандес. В 1984 г. он был открыт в Бальзане благодаря катехизаторам Пути из парижского Моста. В настоящее время имеет 4 общины и новую "Катекуменью".

### ПочитаниеСвятого Роха
На многих улицах, в зданиях и исторических местах Мальты часто встречается почитание святого Роха. Считается, что святой Рох - святой защитник от чумы, и почитание его защитит жителей от чумы и любых других заразных болезней, распространенных в то время. В Бальзане есть церковь, улица, а также статуя, посвященная Санту Рокку (Святому Роке). Статуя стратегически расположена на углу одноимённой улицы, чтобы наблюдать за жителями деревни и защищать их.

## Спортивные организации
Футбольный клуб "Бальзан", основанный в 1937 году, является командой, выступающей на высшем уровне мальтийского футбола. На протяжении последних пяти лет команда добивалась стабильно высоких результатов, в последние годы занимая вторые места и выходя в финал. В 2019 году команда выиграла Мальтийский трофей FA Trophy, опередив соперников - ФК "Валлетта".